# Les Ifs

Les Ifs este o comună în departamentul Seine-Maritime, Franța. În 1 ianuarie 2022 avea o populație de 72 de locuitori.

## Locuri de interes
Biserica St. Barthélemy, care datează din secolul al XVIII-lea.